# Volta al Món Maia
La Volta al Món Maia (en castellà: Vuelta al Mundo Maya) és una cursa ciclista per etapes que es disputa a Guatemala. La primera edició es disputà el 2012 i formà part de l'UCI Amèrica Tour, amb una categoria 2.2.

## Palmarès
| Any  | Vencedor       | Segon           | Tercer          |
| ---- | -------------- | --------------- | --------------- |
| 2012 | Giovanni Báez  | Alejandro Serna | Freddy Piamonte |
| 2013 | Edward Beltrán | Edwin Carvajal  | Jaime Castañeda |
| 2014 | Luis Marroquín | Alder Torres    | Julian Yac      |